# Carmelo Abbate
Carmelo Abbate (Castelbuono, 5 agosto 1971) è un giornalista e saggista italiano.

## Biografia
Giornalista professionista dal 2 febbraio 2004. Lavora per il settimanale Panorama dove ha iniziato da collaboratore e oggi ricopre il ruolo di caposervizio della sezione attualità, in passato ha ricoperto la stessa mansione per la sezione culturale del settimanale.
Da cronista ha condotto numerose inchieste sul campo, in particolare riguardo a problemi sociali ed economici: dal lavoro nero al caporalato, dalla malasanità all'immigrazione clandestina.
Durante la stagione televisiva 2012/2013 ha partecipato come opinionista e commentatore a diverse trasmissioni Rai, Mediaset, Sky, La7, apportando il suo contributo circa fatti di cronaca interna, cronaca nera, attualità e politica. È stato ospite assiduo di Quarto Grado condotto da Salvo Sottile e La vita in diretta condotto da Mara Venier. 
Nella stagione televisiva 2013/2014 è opinionista per le reti Mediaset e ospite fisso di Quarto Grado condotto da Gianluigi Nuzzi su Rete 4 e di Segreti e delitti in onda su Canale 5 nei mesi di giugno e luglio.
Nel 2011 ha pubblicato il libro Golgota, viaggio segreto tra chiesa e pedofilia. Piemme, 2011: libro inchiesta sulla chiesa cattolica approfondendo gli scandali legati alla pedofilia.  Sulla stessa tematica è anche Sex and the Vatican, viaggio segreto nel regno dei casti edito anche in Francia da Michel Lafon Publishing. Oltre che in Francia (dove è giunto anche al numero 1 in classifica), il libro è stato pubblicato in Belgio, Svizzera, Canada e Germania, con risonanza mondiale su autorevoli testate quali Newsweek, Wall Street Journal, CBS, The Guardian, BBC, Canal Plus, El Mundo, Pravda, Vanity Fair, Telegraph, televisione iraniana. Il libro è stato invece ignorato dalla quasi totalità dei media italiani. Prende spunto da un'inchiesta che Abbate ha realizzato per Panorama nel luglio del 2011 dal titolo Le notti brave dei preti gay. L'indagine anche grazie ai video realizzati da un giornalista sotto copertura ha avuto una vasta eco e provocato la reazione del Vaticano, che con una nota ufficiale del Vicariato di Roma ha invitato i preti coinvolti a «uscire allo scoperto».
La sua collaborazione con le reti Mediaset continua anche per le stagioni televisive a seguire. Oltre che a Quarto Grado partecipa come opinionista abituale a Mattino Cinque, Pomeriggio Cinque e Domenica Cinque e dal 2019 anche con Live - Non è la D'Urso.
Nel maggio 2016 fa il suo debutto alla conduzione televisiva con il programma "Il Labirinto - Storie di ordinaria ingiustizia", in onda il giovedì in seconda serata su Rete 4.
Martedì 23 maggio 2017 Carmelo Abbate, nel corso della trasmissione Mattino Cinque di cui era ospite, ha dato notizia di un “festeggiamento” dell'attentato di Manchester del 22 maggio 2017 in un bar di Pioltello; due giorni dopo, in quella località, è stato appiccato fuoco a un bar gestito da nordafricani. La notizia data da Abbate è stata dichiarata falsa anche dai Carabinieri.
Nel 2018 lancia "Storie Nere", un format editoriale  esclusivamente veicolato attraverso i suoi canali social, in cui racconta brevemente e con spiccata tensione narrativa, storie di cronaca nera riguardante sia la gente comune che personaggi famosi.

## Opere
- Babilonia, viaggio nell'Italia del sesso. Piemme, 2010;

- Sex and the Vatican, viaggio segreto nel regno dei casti; Piemme, 2011

- Golgota, viaggio segreto tra chiesa e pedofilia. Piemme, 2011: libro inchiesta sulla chiesa cattolica approfondendo gli scandali legati alla pedofilia.[6]

- Bolero, una perfetta storia italiana. Piemme, 2011[13] romanzo sulla vita di Umberto Cicconi.

- Gli Uomini Sono Bastardi - Dieci storie nere e perfettamente italiane. Piemme, 2018

### Con altri
- Carmelo Abbate  e Sandro Mangiaterra, La trappola: come banche e finanza mettono le mani sui nostri soldi (e come non farsi fregare dalla crisi); con Sandro Mangiaterra; Casale Monferrato, Piemme, 2008;

- Carmelo Abbate  e Sandro Mangiaterra, L'onorata società: dal commercio alla sanità, dai trasporti alle professioni, caste e baroni dell'"italia che lavora"; con Sandro Mangiaterra; Milano, Piemme, 2009;

- Carmelo Abbate e  Flavio Briatore, Sulla Ricchezza, Sperling & Kupfer, 2017

- Carmelo Abbate e Pietrangelo Buttafuoco, Armatevi e morite, La difesa fai-da-te è un inganno (e non è di destra), Sperling & Kupfer, 2017